# Grand Prix Portugalii 1988
Grand Prix Portugalii 1988 (oryg. Grande Premio de Portugal) – 13. runda Mistrzostw Świata Formuły 1 w sezonie 1988, która odbyła się 25 września 1988, po raz piąty na torze Autódromo do Estoril.
17. Grand Prix Portugalii, ósme zaliczane do Mistrzostw Świata Formuły 1.

## Lista startowa
| Nr | Kierowca           | Zespół                               | Samochód                | Silnik        | Opony |
| -- | ------------------ | ------------------------------------ | ----------------------- | ------------- | ----- |
| 1  | Nelson Piquet      | Camel Team Lotus Honda               | Lotus 100T              | Honda         | G     |
| 2  | Satoru Nakajima    | Camel Team Lotus Honda               | Lotus 100T              | Honda         | G     |
| 3  | Jonathan Palmer    | Tyrrell Racing Organisation          | Tyrrell 017             | Ford Cosworth | G     |
| 4  | Julian Bailey      | Tyrrell Racing Organisation          | Tyrrell 017             | Ford Cosworth | G     |
| 5  | Nigel Mansell      | Williams Grand Prix Engineering      | Williams FW12           | Judd          | G     |
| 6  | Riccardo Patrese   | Williams Grand Prix Engineering      | Williams FW12           | Judd          | G     |
| 9  | Piercarlo Ghinzani | Zakspeed Racing                      | Zakspeed 881            | Zakspeed      | G     |
| 10 | Bernd Schneider    | Zakspeed Racing                      | Zakspeed 881            | Zakspeed      | G     |
| 11 | Alain Prost        | Marlboro McLaren International Honda | McLaren MP4/4           | Honda         | G     |
| 12 | Ayrton Senna       | Marlboro McLaren International Honda | McLaren MP4/4           | Honda         | G     |
| 14 | Philippe Streiff   | Team AGS                             | AGS JH22 AGS JH23       | Ford Cosworth | G     |
| 15 | Mauricio Gugelmin  | Leyton House March Racing Team       | March 881               | Judd          | G     |
| 16 | Ivan Capelli       | Leyton House March Racing Team       | March 881               | Judd          | G     |
| 17 | Derek Warwick      | Arrows Racing Team                   | Arrows A10B             | Megatron      | G     |
| 18 | Eddie Cheever      | Arrows Racing Team                   | Arrows A10B             | Megatron      | G     |
| 19 | Alessandro Nannini | Benetton Formula                     | Bennetton B188          | Ford Cosworth | G     |
| 20 | Thierry Boutsen    | Benetton Formula                     | Bennetton B188          | Ford Cosworth | G     |
| 21 | Nicola Larini      | Osella Squadra Corse                 | Osella FA1I Osella FA1L | Osella        | G     |
| 22 | Andrea de Cesaris  | Rial Racing                          | Rial ARC1               | Ford Cosworth | G     |
| 23 | Pierluigi Martini  | Minardi Team                         | Minardi M188            | Ford Cosworth | G     |
| 24 | Luis Perez-Sala    | Minardi Team                         | Minardi M188            | Ford Cosworth | G     |
| 25 | René Arnoux        | Equipe Ligier                        | Ligier JS31             | Judd          | G     |
| 26 | Stefan Johansson   | Equipe Ligier                        | Ligier JS31             | Judd          | G     |
| 27 | Michele Alboreto   | Scuderia Ferrari                     | Ferrari F1-87/88C       | Ferrari       | G     |
| 28 | Gerhard Berger     | Scuderia Ferrari                     | Ferrari F1-87/88C       | Ferrari       | G     |
| 29 | Yannick Dalmas     | Larrousse & Calmels F1               | Lola LC88               | Ford Cosworth | G     |
| 30 | Philippe Alliot    | Larrousse & Calmels F1               | Lola LC88               | Ford Cosworth | G     |
| 31 | Gabriele Tarquini  | Coloni Racing                        | Coloni FC188            | Ford Cosworth | G     |
| 32 | Oscar Larrauri     | Eurobrun Racing                      | EuroBrun ER188          | Ford Cosworth | G     |
| 33 | Stefano Modena     | Eurobrun Racing                      | EuroBrun ER188          | Ford Cosworth | G     |
| 36 | Alex Caffi         | Scuderia Italia                      | Dallara F188            | Ford Cosworth | G     |

## Wyścig
| P                 | + / –     | Nr | Kierowca           | Konstruktor     | Okr. | Czas / Strata | Komentarz |
| ----------------- | --------- | -- | ------------------ | --------------- | ---- | ------------- | --------- |
| 1                 | Bez zmian | 11 | Alain Prost        | McLaren-Honda   | 70   | 1h 37m 40,958 |           |
| 2                 | 1         | 16 | Ivan Capelli       | March-Judd      | 70   | +0:09,953     |           |
| 3                 | 10        | 20 | Thierry Boutsen    | Benetton-Ford   | 70   | +0:44,619     |           |
| 4                 | 6         | 17 | Derek Warwick      | Arrows-Megatron | 70   | +1:07,419     |           |
| 5                 | 2         | 27 | Michele Alboreto   | Ferrari         | 70   | +1:11,884     |           |
| 6                 | 4         | 12 | Ayrton Senna       | McLaren-Honda   | 70   | +1:18,269     |           |
| 7                 | 10        | 36 | Alex Caffi         | Dallara-Ford    | 69   | +1 okr.       |           |
| 8                 | 11        | 24 | Luis Perez-Sala    | Minardi-Ford    | 68   | +2 okr.       |           |
| 9                 | 12        | 14 | Philippe Streiff   | ASG-Ford        | 68   | +2 okr.       |           |
| 10                | 13        | 25 | René Arnoux        | Ligier-Judd     | 68   | +2 okr.       |           |
| 11                | 15        | 31 | Gabriele Tarquini  | Coloni-Ford     | 65   | +5 okr.       |           |
| 12                | 13        | 21 | Nicola Larini      | Osella          | 63   | +7 okr.       |           |
| Niesklasyfikowani |           |    |                    |                 |      |               |           |
|                   |           | 15 | Maurício Gugelmin  | March-Judd      | 59   |               |           |
|                   |           | 5  | Nigel Mansell      | Williams-Judd   | 54   |               |           |
|                   |           | 3  | Jonathan Palmer    | Tyrrell-Judd    | 53   |               |           |
|                   |           | 19 | Alessandro Nannini | Benetton-Ford   | 52   |               |           |
|                   |           | 28 | Gerhard Berger     | Ferrari         | 35   |               |           |
|                   |           | 1  | Nelson Piquet      | Lotus-Honda     | 34   |               |           |
|                   |           | 6  | Riccardo Patrese   | Williams-Judd   | 29   |               |           |
|                   |           | 23 | Pierluigi Martini  | Minardi-Ford    | 27   |               |           |
|                   |           | 29 | Yannick Dalmas     | Lola-Ford       | 20   |               |           |
|                   |           | 2  | Satoru Nakajima    | Lotus-Honda     | 16   |               |           |
|                   |           | 22 | Andrea de Cesaris  | Rial-Ford       | 11   |               |           |
|                   |           | 18 | Eddie Cheever      | Arrows-Megatron | 10   |               |           |
|                   |           | 30 | Philippe Alliot    | Lola-Ford       | 7    |               |           |
|                   |           | 26 | Stefan Johansson   | Ligier-Judd     | 4    |               |           |
|                   |           | 4  | Julian Bailey      | Tyrrell-Ford    |      |               | DNQ       |
|                   |           | 9  | Piercarlo Ghinzani | Zakspeed        |      |               | DNQ       |
|                   |           | 33 | Stefano Modena     | EuroBrun-Ford   |      |               | DNQ       |
|                   |           | 10 | Bernd Schneider    | Zakspeed        |      |               | DNQ       |
|                   |           | 32 | Oscar Larrauri     | EuroBrun-Ford   |      |               | DNPQ      |
| P                 | + / –     | Nr | Kierowca           | Konstruktor     | Okr. | Czas / Strata | Komentarz |